# Kosmos 1569
Kosmos 1569 (em russo: Космос 1569, significado Cosmos 1569) foi um satélite soviético de sistema de alerta anti-mísseis intercontinentais. Foi desenvolvido como parte do programa Oko de satélites artificiais. O satélite foi projetado para identificar lançamentos de mísseis usando telescópios ópticos e sensores infravermelhos.
O Kosmos 1348 foi lançado em 06 de junho de 1984 do Cosmódromo de Plesetsk, União Soviética (atualmente na Rússia), através de um foguete Molniya-M. 
O satélite encerrou suas operações em 26 de janeiro de 1986 e reentrou na atmosfera terrestre em 07 de maio de 2001.